# Mīmu iro iro yume no tabi
Mīmu iro iro yume no tabi (ミームいろいろ夢の旅?) è un anime prodotto dalla Nippon Animation in 127 episodi e trasmesso dal network giapponese TBS dal 1983 al 1985.
Si tratta di un anime educativo, rivolto prevalentemente ai bambini della scuola primaria (kodomo). Gli episodi di solito riguardano grandi scoperte scientifiche ed invenzioni, anche se a volte sono semplicemente storie di fantasia, fantascientifiche o futuribili.
L'anime è stato distribuito e trasmesso in numerosi Paesi, tra i quali non vi è però l'Italia, dove è ancora inedito.

## Personaggi di rilievo
Elenco di alcuni grandi personaggi le cui storie sono state trattate nell'anime:
- Albert Einstein
- Alexander Fleming
- Alexander Graham Bell
- Alfred Wegener
- Charles Darwin
- Galileo Galilei
- George Stephenson
- Fratelli Wright
- Isaac Newton
- James Watt
- Jean Henri Fabre
- Jean-François Champollion
- Johannes Kepler
- Louis Pasteur
- Nicéphore Niépce
- Thomas Edison

## Sigle
Sigla di apertura giapponese
- "POKETTO uchuu" di Yamano Satoko

Ending Theme:
- "chiisai kawa no uta" di Ôsugi Kumiko

## Episodi
| Nº  | Giapponese 「Kanji」 - Rōmaji                                               | In onda           | In onda |
| Nº  | Giapponese 「Kanji」 - Rōmaji                                               | Giapponese        |         |
| 1   | 「それでも地球は…」 - Sore demo Chikyū ha…                                  | 3 aprile 1983     |         |
| 2   | 「君は恐竜を見たか」 - Kun wa kyōryū wo mita ka                             | 10 aprile 1983    |         |
| 3   | 「遠くからトン・ツー」 - Tōku kara ton: tsū                                 | 17 aprile 1983    |         |
| 4   | 「虫のお家は机？」 - Mushi noo ie ha tsukue?                                | 24 aprile 1983    |         |
| 5   | 「走れ！蒸気機関車」 - Hashire! jōkiki kansha                               | 1º maggio 1983    |         |
| 6   | 「遠くの声を聞こう」 - Tōku no koe wo kikō                                  | 8 maggio 1983     |         |
| 7   | 「見えない敵と闘う」 - Mienai teki to tatakau                               | 15 maggio 1983    |         |
| 8   | 「ロケットの父」 - Roketto no chichi                                        | 22 maggio 1983    |         |
| 9   | 「大陸は動いている！」 - Tairiku wa ugoi teiru!                             | 29 maggio 1983    |         |
| 10  | 「空を駆ける兄弟」 - Sora wo kakeru kyōdai                                  | 5 giugno 1983     |         |
| 11  | 「時を計る」 - Toki wo hakaru                                               | 12 giugno 1983    |         |
| 12  | 「写真のはなし」 - Shashin no hanashi                                       | 19 giugno 1983    |         |
| 13  | 「ペニシリンの発見」 - Penishirin no hakken                                 | 3 luglio 1983     |         |
| 14  | 「電灯のはなし」 - Dentō no hanashi                                         | 10 luglio 1983    |         |
| 15  | 「海底をさぐる」 - Kaitei wo saguru                                         | 17 luglio 1983    |         |
| 16  | 「氷の海を行く・北極」 - Kōri no umi wo iku: hokkyoku                       | 24 luglio 1983    |         |
| 17  | 「極点をめざせ・南極」 - Kyokuten wo mezase: nankyoku                       | 31 luglio 1983    |         |
| 18  | 「宇宙へ飛び出す‐１‐」 - Uchū he tobidasu -1-                               | 7 agosto 1983     |         |
| 19  | 「宇宙へ飛び出す‐２‐」 - Uchū he tobidasu -2-                               | 14 agosto 1983    |         |
| 20  | 「宇宙へ飛び出す‐３‐」 - Uchū he tobidasu -3-                               | 21 agosto 1983    |         |
| 21  | 「宇宙へ飛び出す‐４‐」 - Uchū he tobidasu -4-                               | 28 agosto 1983    |         |
| 22  | 「地震あれこれ１」 - Jishin are kore 1                                      | 4 settembre 1983  |         |
| 23  | 「地震あれこれ２」 - Jishin are kore 2                                      | 11 settembre 1983 |         |
| 24  | 「生きている山・火山１」 - Iki teiru yama: kazan 1                          | 18 settembre 1983 |         |
| 25  | 「生きている山・火山２」 - Iki teiru yama: kazan 2                          | 25 settembre 1983 |         |
| 26  | 「光‐１‐その不思議」 - Hikari -1- sono fushigi                              | - 20              |         |
| 27  | 「光‐２‐その性質」 - Hikari -2- sono seishitsu                              | 9 ottobre 1983    |         |
| 28  | 「光‐３‐その速さ」 - hikari -3- sono hayasa                                 | 16 ottobre 1983   |         |
| 29  | 「光‐４‐その利用」 - hikari -4- sono riyō                                   | 23 ottobre 1983   |         |
| 30  | 「光‐５‐その仲間」 - hikari -5- sono nakama                                 | 30 ottobre 1983   |         |
| 31  | 「夢のコンピュータ物語‐１‐」 - yume no konpyuta monogatari -1-              | 6 novembre 1983   |         |
| 32  | 「恋のコンピュータ物語‐２‐」 - koi no konpyuta monogatari -2-               | 13 novembre 1983  |         |
| 33  | 「謎のコンピュータ物語‐３‐」 - nazo no konpyuta monogatari -3-              | 20 novembre 1983  |         |
| 34  | 「愛のコンピュータ物語 ‐４‐」 - ai no konpyuta monogatari -4-               | 27 novembre 1983  |         |
| 35  | 「ロボットを作ろう‐１‐」 - robotto wo tsukuro u -1-                         | 4 dicembre 1983   |         |
| 36  | 「ロボットを作ろう‐２‐」 - robotto wo tsukuro u -2-                         | 11 dicembre 1983  |         |
| 37  | 「ロボットを作ろう‐３‐」 - robotto wo tsukuro u -3-                         | 18 dicembre 1983  |         |
| 38  | 「ロボットを作ろう‐４‐」 - robotto wo tsukuro u -4-                         | 25 dicembre 1983  |         |
| 39  | 「タイム号応答せよ！‐１‐」 - taimu gō ōtō seyo!-1-                          | 8 gennaio 1984    |         |
| 40  | 「タイム号応答せよ！‐２‐」 - taimu gō ōtō seyo!-2-                          | 15 gennaio 1984   |         |
| 41  | 「タイム号応答せよ！‐３‐」 - taimu gō ōtō seyo!-3-                          | 22 gennaio 1984   |         |
| 42  | 「タイム号応答せよ！‐４‐」 - taimu gō ōtō seyo!-4-                          | 29 gennaio 1984   |         |
| 43  | 「人工衛星を守れ！‐１‐」 - jinkōeisei wo mamore!-1-                         | 5 febbraio 1984   |         |
| 44  | 「人工衛星を守れ！‐２‐」 - jinkōeisei wo mamore!-2-                         | 12 febbraio 1984  |         |
| 45  | 「人工衛星を守れ！‐３‐」 - jinkōeisei wo mamore!-3-                         | 19 febbraio 1984  |         |
| 46  | 「人工衛星を守れ！‐４‐」 - jinkōeisei wo mamore!-4-                         | 26 febbraio 1984  |         |
| 47  | 「言葉と文字のはじまり」 - kotoba to moji nohajimari                        | 4 marzo 1984      |         |
| 48  | 「印刷と郵便のはじまり」 - insatsu to yūbin nohajimari                      | 11 marzo 1984     |         |
| 49  | 「電気通信のはじまり」 - denkitsūshin nohajimari                            | 18 marzo 1984     |         |
| 50  | 「新しい通信をさぐる」 - atarashi i tsūshin wosaguru                        | 25 marzo 1984     |         |
| 51  | 「ぼくらの科学探偵団誕生」 - bokurano kagaku tanteidan tanjō                | 1º aprile 1984    |         |
| 52  | 「いなくなったロボット」 - inakunatta robotto                               | 8 aprile 1984     |         |
| 53  | 「“ＳＯＳ”はだれから？」 - "SOS" hadarekara?                                | 15 aprile 1984    |         |
| 54  | 「ママのパソコン美容作戦」 - mama no pasokon biyō sakusen                   | 22 aprile 1984    |         |
| 55  | 「ＳＬは春風にのって…」 - SL ha harukaze ninotte...                         | 29 aprile 1984    |         |
| 56  | 「現代の魔法使い（金属）」 - gendai no mahōtsukai (kinzoku)                 | 6 maggio 1984     |         |
| 57  | 「温かく軽く美しく（繊維）」 - on kaku karuku utsukushi ku (sen'i)          | 13 maggio 1984    |         |
| 58  | 「土器とスペースシャトル」 - doki to supesushatoru                          | 20 maggio 1984    |         |
| 59  | 「石油を着たり食べたり…」 - sekiyu wo kita ri tabeta ri...                  | 27 maggio 1984    |         |
| 60  | 「太陽エネルギーで飛ぼう」 - taiyō enerugi de tobo u                        | 3 giugno 1984     |         |
| 61  | 「風と水のエネルギー今昔」 - kaze to mizu no enerugi konjaku                | 10 giugno 1984    |         |
| 62  | 「燃えるって何だ？火力」 - moe rutte nanda? karyoku                         | 17 giugno 1984    |         |
| 63  | 「原子力エネルギーの話」 - genshiryoku enerugi no hanashi                   | 24 giugno 1984    |         |
| 64  | 「身代わりロボット大騒ぎ」 - mi kawari robotto oosawagi                     | 1º luglio 1984    |         |
| 65  | 「まい子の犬はだれの犬？」 - mai ko no inu hadareno inu?                    | 8 luglio 1984     |         |
| 66  | 「ボクらの特ダネ大逆転」 - boku rano toku dane daigyakuten                  | 15 luglio 1984    |         |
| 67  | 「山の不思議を科学しよう」 - yama no fushigi wo kagaku shiyō                | 22 luglio 1984    |         |
| 68  | 「遠い昔のオリンピック !?」 - tooi mukashi no orinpikku!?                   | 29 luglio 1984    |         |
| 69  | 「0.1秒でも速く泳ぐには」 - 0.1 byō demo hayaku oyogu niha                  | 5 agosto 1984     |         |
| 70  | 「より速く、高く、遠く！」 - yori hayaku, takaku, tooku!                    | 12 agosto 1984    |         |
| 71  | 「投げて打って走る・野球」 - nage te utte hashiru. yakyū                    | 19 agosto 1984    |         |
| 72  | 「名選手いろいろ集・野球」 - meisenshu iroiro shū. yakyū                    | 26 agosto 1984    |         |
| 73  | 「宇宙からのメッセージ !?」 - uchū karano messeji!?                         | 2 settembre 1984  |         |
| 74  | 「うちのお母さんは心配性」 - uchinoo kaasan ha shinpai sei                  | 9 settembre 1984  |         |
| 75  | 「恐竜はなぜほろんだか？」 - kyōryū hanazehorondaka?                        | 16 settembre 1984 |         |
| 76  | 「シルクロードは謎の道？」 - shirukurodo ha nazo no michi?                  | 23 settembre 1984 |         |
| 77  | 「ピラミッドの謎をさぐる」 - piramiddo no nazo wosaguru                     | 30 settembre 1984 |         |
| 78  | 「おかしなロボット玉三郎」 - okashina robotto tamasaburō                    | 7 ottobre 1984    |         |
| 79  | 「ロボットが小猫を拾った」 - robotto ga koneko wo hirotta                   | 14 ottobre 1984   |         |
| 80  | 「運動会を家で見る方法？」 - undōkai wo ie de miru hōhō?                    | 21 ottobre 1984   |         |
| 81  | 「みんなの健康・その歴史」 - minnano kenkō. sono rekishi                    | 28 ottobre 1984   |         |
| 82  | 「体の中をのぞく方法（１）」 - karada no naka wonozoku hōhō (1)             | 4 novembre 1984   |         |
| 83  | 「体の中をのぞく方法（２）」 - karada no naka wonozoku hōhō (2)             | 11 novembre 1984  |         |
| 84  | 「生命をささえる人口臓器」 - seimei wosasaeru jinkō zōki                    | 18 novembre 1984  |         |
| 85  | 「万国博覧会ってなあに？」 - bankokuhakurankai ttenaani?                    | 25 novembre 1984  |         |
| 86  | 「科学万博 ・つくば'85」                                                    | 2 dicembre 1984   |         |
| 87  | 「天気予報と忘れた傘と…」 - tenkiyohō to wasure ta kasa to...               | 9 dicembre 1984   |         |
| 88  | 「緊急取材 ・雪女の正体」 - kinkyū shuzai. yukionna no shōtai               | 16 dicembre 1984  |         |
| 89  | 「30分でキミも手品師！」 - 30 fun de kimi mo tejinashi!                     | 23 dicembre 1984  |         |
| 90  | 「初夢を10倍楽しくみよう」 - hatsuyume wo 10 bai tanoshi kumiyō             | 6 gennaio 1985    |         |
| 91  | 「脳を使って脳を考えよう」 - nō wo tsukatte nō wo kangae yō                 | 13 gennaio 1985   |         |
| 92  | 「スピードに挑戦 ・新幹線」 - supido ni chōsen. shinkansen                  | 20 gennaio 1985   |         |
| 93  | 「スペースシャトル搭乗記」 - supesushatoru tōjō ki                          | 27 gennaio 1985   |         |
| 94  | 「科学捜査 ・君も刑事だ！」 - kagakusōsa. kun mo keiji da!                  | 3 febbraio 1985   |         |
| 95  | 「科学捜査 ・わたしは誰？」 - kagakusōsa. watashiha dare?                   | 10 febbraio 1985  |         |
| 96  | 「科学捜査 ・声の主は誰？」 - kagakusōsa. koe no shu ha dare?               | 17 febbraio 1985  |         |
| 97  | 「警察犬 ・音とにおいの謎」 - keisatsu inu. oto tonioino nazo               | 24 febbraio 1985  |         |
| 98  | 「イルカとしゃべろう！」 - iruka toshaberō!                                 | 3 marzo 1985      |         |
| 99  | 「サケ ・君の故郷はどこ？」 - sake. kun no furusatoha doko?                 | 10 marzo 1985     |         |
| 100 | 「君もゾウ使いになれる！」 - kun mo zō tsukai ninareru!                     | 24 marzo 1985     |         |
| 101 | 「君の犬を名犬にしよう！」 - kun no inu wo mei inu nishiyō!                 | 31 marzo 1985     |         |
| 102 | 「新 ・探偵ロボット登場！」 - shin. tantei robotto tōjō!                    | 7 aprile 1985     |         |
| 103 | 「探偵ロボット洞くつ探検」 - tantei robotto hora kutsu tanken               | 14 aprile 1985    |         |
| 104 | 「探偵ロボット暗闇を写す」 - tantei robotto kurayami wo utsusu              | 21 aprile 1985    |         |
| 105 | 「探偵ロボット ・怪魚の謎」 - tantei robotto. kai sakana no nazo            | 28 aprile 1985    |         |
| 106 | 「ミスターＸは誰？」 - misuta X ha dare?                                    | 5 maggio 1985     |         |
| 107 | 「ＵＦＯ大研究…？」 - UFO daikenkyū...?                                     | 12 maggio 1985    |         |
| 108 | 「ＣＡＴＶ放火事件」 - CATV hōka jiken                                      | 19 maggio 1985    |         |
| 109 | 「百点満点の秘密？」 - hyakutenmanten no himitsu?                           | 26 maggio 1985    |         |
| 110 | 「発明で金持ちになる方法… !?」 - hatsumei de kanemochi ninaru hōhō...!?     | 2 giugno 1985     |         |
| 111 | 「梅雨空を青空にする方法」 - tsuyuzora wo aozora nisuru hōhō                | 9 giugno 1985     |         |
| 112 | 「バイ菌とつき合う方法 !?」 - bai kin totsuki au hōhō!?                     | 16 giugno 1985    |         |
| 113 | 「太りすぎを予防する方法」 - futori sugiwo yobō suru hōhō                   | 23 giugno 1985    |         |
| 114 | 「血液型に強くなる方法」 - ketsuekigata ni tsuyoku naru hōhō                | 30 giugno 1985    |         |
| 115 | 「追跡！チョウの団体旅行」 - tsuiseki! chō no dantairyokō                   | 7 luglio 1985     |         |
| 116 | 「探訪！アリの不思議な国」 - tanbō! ari no fushigi na kuni                  | 14 luglio 1985    |         |
| 117 | 「体験！カブトムシの世界」 - taiken! kabutomushi no sekai                   | 21 luglio 1985    |         |
| 118 | 「潜入！蜜バチ一族の社会」 - sennyū! mitsu bachi ichizoku no shakai         | 28 luglio 1985    |         |
| 119 | 「不思議な星の２日間（前篇）」 - fushigi na hoshi no 2 nichikan (zenpen)    | 4 agosto 1985     |         |
| 120 | 「不思議な星の２日間（後篇）」 - fushigi na hoshi no 2 nichikan (nochi hen) | 11 agosto 1985    |         |
| 121 | 「天体観測①めざせ北極星」 - tentaikansoku?? mezase hokkyokusei              | 18 agosto 1985    |         |
| 122 | 「天体観測②新すい星発見」 - tentaikansoku?? atarasu i hoshi hakken          | 25 agosto 1985    |         |
| 123 | 「面白植物あれこれ大集合」 - omoshiro shokubutsu arekore daishūgō           | 1º settembre 1985 |         |
| 124 | 「タンポポに乗った女の子」 - tanpopo ni jōtta onnanoko                      | 8 settembre 1985  |         |
| 125 | 「きられても生きている木」 - kiraretemo iki teiru ki                        | 15 settembre 1985 |         |
| 126 | 「おなかに入った探検隊」 - onakani itsutta tankentai                        | 22 settembre 1985 |         |
| 127 | 「血液にのった体内大旅行」 - ketsueki ninotta tainai dairyokō               | 29 settembre 1985 |         |